# Episodi di Static Shock (quarta stagione)
La quarta stagione di Static Shock è andata in onda negli Stati Uniti dal 17 gennaio 2004 al 22 maggio 2004 su Kids' WB ed è composta da 13 episodi.
| Nº st. | Nº tot. | Titolo originale                | Prima TV Stati Uniti |
| ------ | ------- | ------------------------------- | -------------------- |
| 1      | 40      | Future Shock                    | 17 gennaio 2004      |
| 2      | 41      | She-Back!                       | 24 gennaio 2004      |
| 3      | 42      | Out of Africa                   | 31 gennaio 2004      |
| 4      | 43      | Fallen Hero                     | 7 febbraio 2004      |
| 5      | 44      | Army of Darkness                | 14 febbraio 2004     |
| 6      | 45      | No Man's Island                 | 21 febbraio 2004     |
| 7      | 46      | Hoop Squad                      | 28 febbraio 2004     |
| 8      | 47      | Now You See Him...              | 13 marzo 2004        |
| 9      | 48      | Where the Rubber Meets the Road | 27 marzo 2004        |
| 10     | 49      | Linked                          | 1º maggio 2004       |
| 11     | 50      | Wet and Wild                    | 8 maggio 2004        |
| 12     | 51      | Kidnapped                       | 15 maggio 2004       |
| 13     | 52      | Power Outage                    | 22 maggio 2004       |